# 羽幌沿海フェリー
羽幌沿海フェリー（はぼろえんかいフェリー）は、北海道苫前郡羽幌町に本社を置く海運会社。

## 概要
羽幌町の羽幌港と羽幌町に属する離島である天売島、焼尻島を結ぶ船舶を運航している。
国鉄羽幌線が運航されていた当時は、羽幌駅経由で国鉄との連絡運輸を行っていた。
夏場の観光シーズンは高速船及びフェリーをフル回転させて運航便数増対応するが、秋から冬にかけての閑散期には高速船は休航し、フェリーのみ一日一往復の運航となる。

## 本社
- 北海道苫前郡羽幌町港町1丁目

## 航路

### 運航中の航路
- 羽幌港 - （24km、高速船35分、フェリー1時間） - 焼尻港 - （11km、高速船15分、フェリー25分） - 天売港

### 過去の航路
北海道本土と焼尻島・天売島を結ぶ航路のほか、天売島の観光船、幌加内町の朱鞠内湖遊覧船を運航していた。
- (焼尻港 -) 羽幌港 - 苫前漁港 - 焼尻港 (- 天売港)

創業時は苫前 - 焼尻 - 天売の航路であったが、1950年から羽幌港に寄港するようになり、1969年に苫前寄港が廃止された。
- 留萌港 - 焼尻港 - 天売港

1951年から1956年に定期航路として運航された。
- 天売港 - 赤岩周遊[2]

6.0km。1964年運航開始の夏期不定期航路。1971年に天売観光船として分社化。
- 第一堰堤 - 出水口 - 白樺駅 - 母子里

17.5km、朱鞠内湖Aコース。5 - 10月運航、一日1便。
- 朱鞠内湖一周

7.5km、朱鞠内湖Bコース。5 - 10月運航、一日2便。
幌加内町が1950年代から運営していた朱鞠内湖の遊覧船を、1962年頃に譲受、1971年に朱鞠内観光汽船として分社化。

## 沿革
- 1935年（昭和10年） - 苫前町にて苫前両島定期航路株式会社設立[5]。「天羽丸」（初代）、苫前 - 羽幌 - 天売 - 焼尻航路に就航。
- 1938年（昭和13年） - 「第二天羽丸」（初代）就航[6]。
- 1942年（昭和17年） - 増資の上、両島運輸に社名変更[5]
- 1947年（昭和22年） - 「第三天羽丸」（初代）就航[6]。
- 1949年（昭和24年） - 国鉄との連絡運輸開始[6]。
- 1950年（昭和25年） - 羽幌港への寄港を開始し、本土側2港の三角航路となる[6]。
- 1951年（昭和26年） - 「第六天羽丸」就航。留萌航路開設[6]。
- 1956年（昭和31年） - 留萌航路廃止[6]。
- 1959年（昭和34年） - 「天羽丸」（2代）就航[7]。初の鋼船。
- 1963年（昭和38年） - 「天羽丸」（3代）就航[8]。
- 1969年（昭和44年） - 「天羽丸」（4代）就航[9]。本社を羽幌町に移転、苫前寄港を廃止し[6]、羽幌発着に集約する。
- 1974年（昭和49年） - 「第三天羽丸」（2代）就航[10]。
- 1989年（平成元年） - 「フェリーおろろん」就航[11]。初のカーフェリー。
- 1991年 (平成3年) - 高速船「さんらいなぁ」就航[5]。
- 1992年（平成4年） - 羽幌沿海フェリーに社名変更[5]。
- 2001年（平成13年） - フェリー「おろろん2」就航[5]。
- 2013年（平成25年） - 高速船「さんらいなぁ2」就航、羽幌側の発着地を中央ふ頭の新ターミナルに移転[12]。

## 使用船舶

### 運航中の船舶

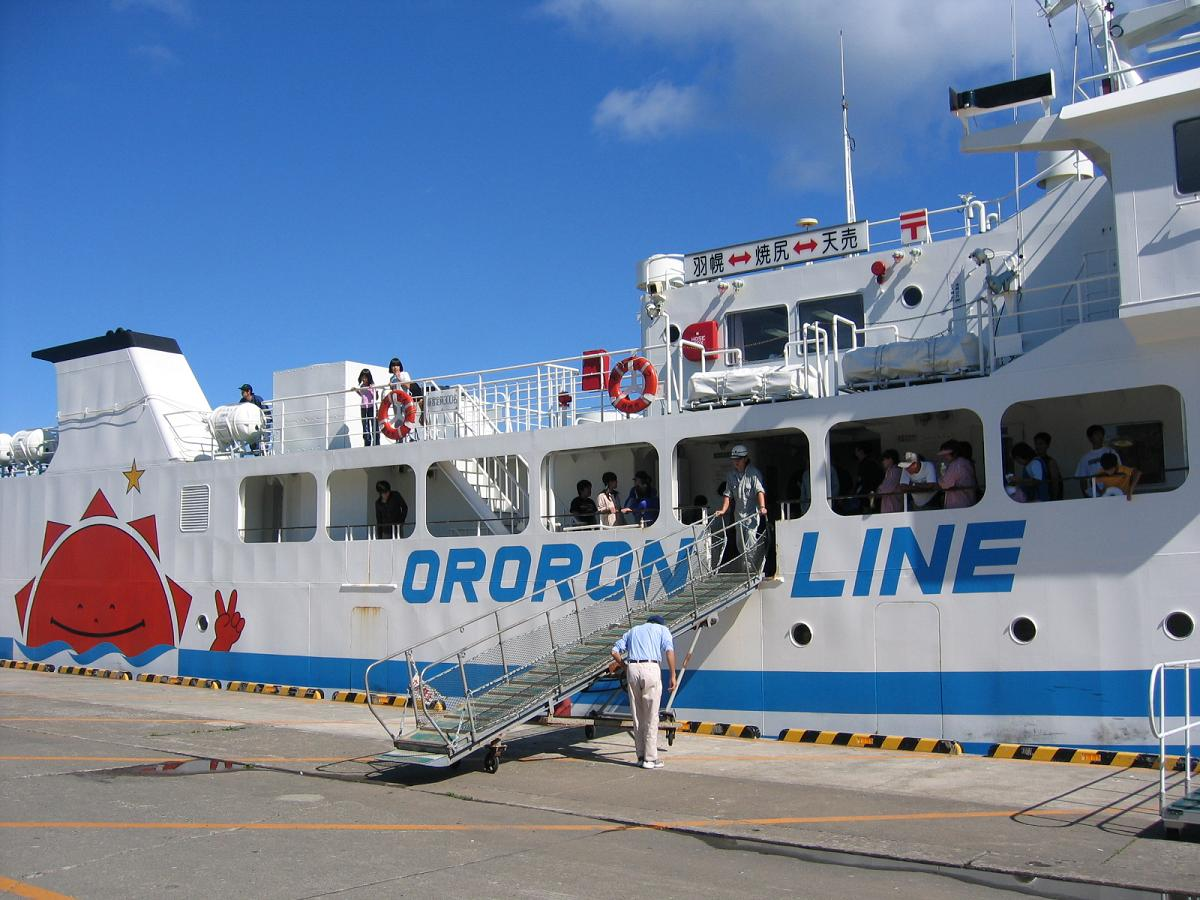
焼尻港に停泊するおろろん2

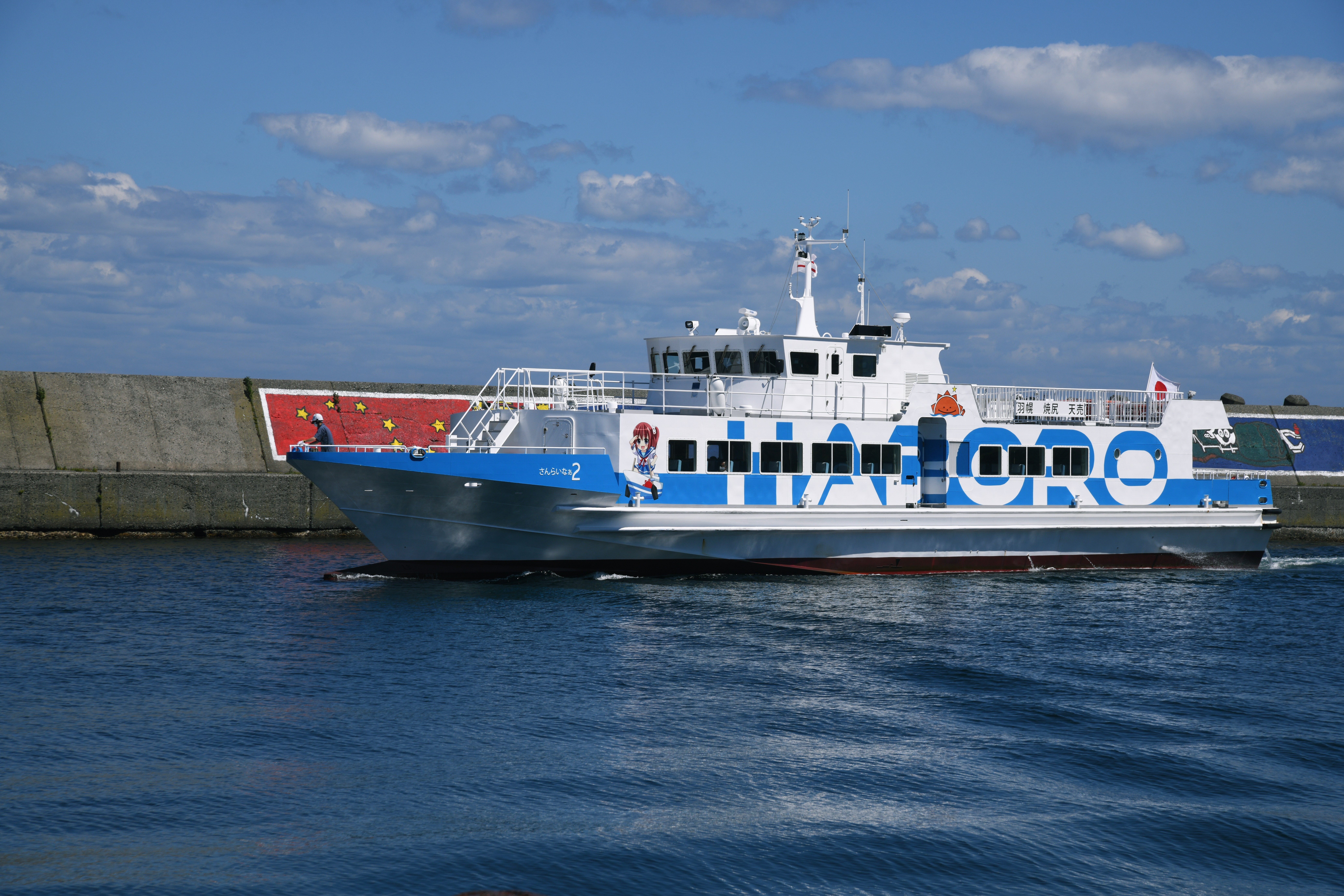
焼尻港に入港するさんらいなぁ2

- おろろん2（フェリー）

2001年竣工、新潟鐵工所建造
489総トン、全長48.52m、全幅10.5m、航海速力15.0ノット、旅客定員300名（冬期100名）、8トントラック2台および乗用車8台。
船内は1等室（30名）および2等室に分かれている。天売島、焼尻島の生活物資の輸送を一手に引き受けており、4月の一部期間を除く年中を通して運航し、季節によって運航便数が変わる(最大3往復)。閑散期(減便期)は旅客定員を少なくしている。
- さんらいなぁ2（高速旅客船）

2013年竣工、墨田川造船建造
　122総トン、全長35.0m、全幅6.0m、航海速力23ノット、旅客定員130名。
4月のフェリー休航時および繁忙期のみの運航。閑散期には飛島航路など他の離島航路に、代船として貸し出されている。

### 過去の船舶

#### 両島航路

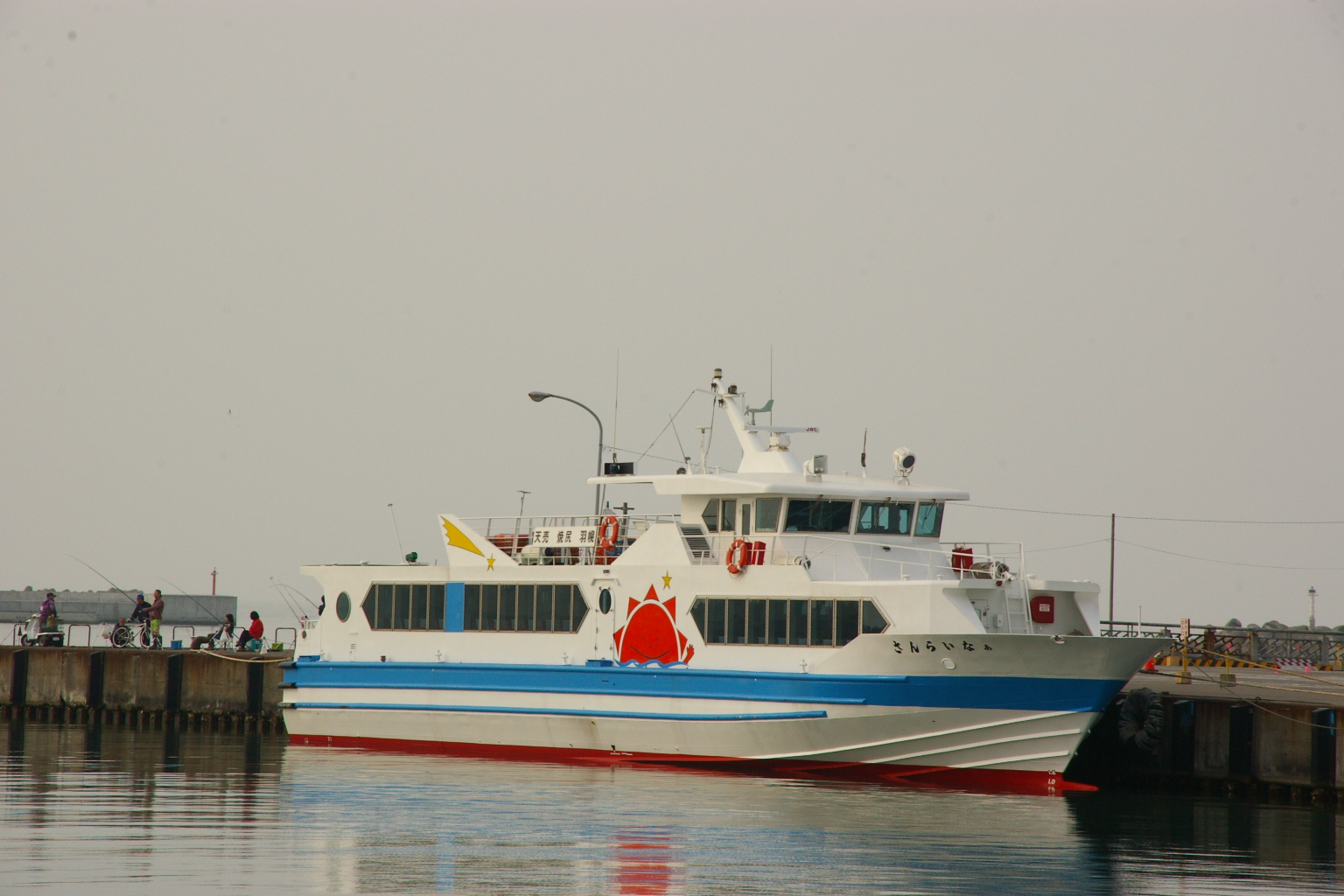
羽幌港に停泊するさんらいなぁ

- 天羽丸（初代）[6]

1933年建造、17.8総トン、機関出力25ps、木造船。
- 第二天羽丸（初代）[6]

1938年建造、30総トン、機関出力50ps、木造船。
- 第三天羽丸（初代）[6]

1947年建造、61.47総トン、機関出力75ps、木造船。
- 第六天羽丸[13]

1951年6月進水、57.25総トン、木造船。焼玉機関、機関出力115ps、航海速力7.5ノット、旅客定員80名。
- 天羽丸（2代）（貨客船）[7]

1959年7月進水、下田船渠建造、75.80総トン、全長24.50m、型幅5.15m、型深さ2.05m、ディーゼル1基、機関出力260ps、航海速力10ノット、旅客定員43名。
引退後、道南海運に譲渡、「第二おくしり丸」に改名。
- 第二天羽丸（2代）（貨客船）[14]

1959年9月進水、下田船渠建造、78.33総トン、登録長24.87m、型幅5.20m、型深さ2.15m、ディーゼル1基、機関出力320ps、最大速力12ノット、旅客定員80名。
もと浜益海運「はまます丸」。1968年、雄冬海運に譲渡、「新おふゆ丸」に改名。
- 天羽丸（3代）（旅客船）[15]

1963年4月竣工、1969年引退、下田船渠建造、116総トン、航海速力12ノット、旅客定員188名。
- 天羽丸（4代）（貨客船）[16][17]

1969年3月竣工、1989年引退、中村造船鉄工所建造、306.42総トン、全長43.20m、幅7.60m、機関出力1,200ps、航海速力13.5ノット、旅客定員435名。
- 第三天羽丸（2代）（貨客船）[16]

1974年5月竣工、臼杵鉄工所臼杵工場建造、369.58総トン、全長45.20m、幅7.80m、機関出力1,500ps、航海速力14.77ノット、旅客定員600名。
北海道離島航路整備と船舶整備公団の共有船(用船)。
- フェリーおろろん（フェリー）[18][19]

1989年5月竣工、2001年引退、横浜ヨット建造、450総トン、全長49.50m、全幅10.00m、機関出力2,800ps、航海速力14.0ノット、旅客定員420名、乗用車6台または8tトラック2台。
北海道離島航路整備と船舶整備公団の共有船(用船)。
- さんらいなぁ（高速旅客船）[18]

1991年4月竣工、2012年引退、横浜ヨット建造、149総トン、全長34.05m、幅6.40m、機関出力3,280ps、航海速力25ノット、旅客定員200名。
船舶整備公団との共有船。4月のフェリー休航時および繁忙期のみの運航だった。

#### 朱鞠内湖航路
- 第一観光丸（旅客船）[4]

1953年8月進水、木造、9.96総トン、ディーゼル1基、機関出力6ps、航海速力5ノット、旅客定員22名。
- 浮島丸（旅客船）[4]

1960年6月進水、木造、4.95総トン、ディーゼル1基、機関出力45ps、航海速力8.0ノット、旅客定員30名。
- しらさぎ（旅客船）[20]

1963年5月進水、木造、4.90総トン、ディーゼル1基、機関出力40ps、航海速力9.0ノット、旅客定員30名。
当初朱鞠内湖に就航、のち天売島周遊航路に転配された。
- わかさぎ（旅客船）[3]

1963年5月進水、木造、2.50総トン、ディーゼル1基、航海速力5.0ノット、旅客定員10名。

#### 天売島周遊航路
- 第一おろろん（旅客船）[3]

1964年5月進水、木造、3.00総トン、ディーゼル1基、機関出力12ps、航海速力7.0ノット、旅客定員24名。
- 第二おろろん（旅客船）[3]

1964年6月進水、木造、3.00総トン、ディーゼル1基、機関出力12ps、航海速力8.0ノット、旅客定員24名。